# Italie au Concours Eurovision de la chanson 2013
L'Italie a participé au Concours Eurovision de la chanson 2013 à Malmö. C'est la 39e participation de l'Italie au Concours Eurovision de la chanson.
Le pays est représenté par le chanteur Marco Mengoni et la chanson L'essenziale, sélectionnés par la Radio-télévision italienne (RAI) au moyen du festival de Sanremo 2013.

## Sélection

### Festival de Sanremo 2013
Le radiodiffuseur italien, la Radiotelevisione Italiana (RAI, « Radio-télévision italienne »), sélectionne l'artiste et la chanson représentant l'Italie au Concours Eurovision de la chanson 2013 à travers le Festival de Sanremo 2013 (en),,.
Le festival de Sanremo 2013, présenté par Fabio Fazio (en) et Luciana Littizzetto,, a lieu du 12 février au 16 février 2013 au théâtre Ariston de Sanremo. Les chansons sont toutes interprétées en italien, langue nationale de l'Italie.
Lors de cette sélection, c'est la chanson L'essenziale, interprétée par Marco Mengoni, qui fut choisie.

## À l'Eurovision

### Points attribués par l'Italie
| 12 points | Ukraine     |
| 10 points | Lituanie    |
| 8 points  | Moldavie    |
| 7 points  | Biélorussie |
| 6 points  | Danemark    |
| 5 points  | Estonie     |
| 4 points  | Russie      |
| 3 points  | Serbie      |
| 2 points  | Autriche    |
| 1 point   | Pays-Bas    |

| 12 points | Danemark |
| 10 points | Malte    |
| 8 points  | Norvège  |
| 7 points  | Grèce    |
| 6 points  | Lituanie |
| 5 points  | Ukraine  |
| 4 points  | Moldavie |
| 3 points  | Hongrie  |
| 2 points  | Espagne  |
| 1 point   | Roumanie |

### Points attribués à l'Italie
Finale
| 12 points                    | 10 points                       | 8 points                     | 7 points  | 6 points                                 |
| ---------------------------- | ------------------------------- | ---------------------------- | --------- | ---------------------------------------- |
| - Albanie - Espagne - Suisse | - Autriche - France - Macédoine | - Croatie - Malte - Slovénie |           | - Belgique - Chypre - Grèce - Monténégro |
| 5 points                     | 4 points                        | 3 points                     | 2 points  | 1 point                                  |
|                              | - Saint-Marin - Serbie          |                              | - Géorgie | - Arménie - Roumanie                     |

En tant que membre des Big Five, les cinq plus grands contributeurs au concours, l'Italie s'est automatiquement qualifiée pour une place en finale, le 18 mai 2013. En plus de sa participation à la finale, l'Italie a été désignée pour voter lors de la première demi-finale du 14 mai 2013.
Lors de la finale, Marco Mengoni interprète L'essenziale en 23e position, suivant l'Ukraine et précédant la Norvège.
Lors de la finale, l'Italie se classe 7e sur 26 pays, ayant obtenu 126 points au total,.